# Pawo Rinpoche
Pawo Rinpoche (tibetisch དཔའ་བོ་རིན་པོ་ཆེ Wylie dpa' bo rin po che; auch: Nenang Pawo Rinpoche oder Nyenang Pawo Rinpoche, གནས་ནང་དཔའ་བོ་རིན་པོ་ཆེ, gnas nang dpa' bo rin po che; chinesisch 巴沃仁波切, Bawo Renboqie oder 巴渥宁波车, Bawu Ningboche u. a.) ist eine bedeutende Trülku-Linie der Karma-Kagyü-Schule des tibetischen Buddhismus aus dem Nenang-Kloster. Die Pawo Rinpoches gelten in dieser Schule traditionell als Emanation des Bodhisattva Vajrapani.

## Geschichte
Die Inkarnationslinie der Nenang Pawo Rinpoches steht in enger Verbindung mit der der Gyalwa Karmapas, die die jeweils höchsten Lamas der Karma-Kagyü sind.
Der 1. Pawo Rinpoche wurde um die Mitte des 15. Jahrhunderts in Yarlung, Zentraltibet geboren. Er erhielt den Titel Pawo (Held) aufgrund ihm zugeschriebener übernatürlicher Fähigkeiten. Auf Anraten der Bevölkerung und des 7. Karmapa Chödrag Gyatsho wählte der 1. Pawo Rinpoche Sekhar Guthog (tib.: sras mkhar dgu thog; auch: lho brag rdzong) als seinen Hauptsitz.
Der 2. Pawo Rinpoche Tsuglag Threngwa war Schüler des 8. Karmapa Mikyö Dorje und für seine hohe Gelehrsamkeit bekannt. Er schrieb u. a. historische Texte, einen bekannten Kommentar zu Shantidevas Bodhicharyavatara, ein umfangreiches Werk zur Astrologie und Biografien.
Der 5. Pawo Rinpoche verlegte den Hauptsitz der Pawo Rinpoches nach den politischen Umwälzungen zur Zeit des 5. Dalai Lama 1673/1674 in das Nenang-Kloster, das in der Nähe des Tshurphu-Klosters liegt. Der Titel Nenang Pawo Rinpoche stammt daher aus dieser Zeit.
Der 7. Pawo Rinpoche etablierte zur Zeit des 13. Karmapa Düdul Dorje gute Beziehungen zu Nepal. 1758 war er zusammen mit dem 7. Drugchen Rinpoche, Kagyü Thrinle Shingta (1718–1766) für die von Kathog Rigdzin Tshewang Norbu (1698–1755) eingeleitete Rekonstruktion des großen Stupa in Swayambhunath verantwortlich.
Der 10. Pawo Rinpoche wurde vom 15. Karmapa Khakyab Dorje anerkannt. 1959 flüchtete er zusammen mit dem 16. Karmapa Rangjung Rigpe Dorje vor der Volksbefreiungsarmee nach Bhutan. Später reiste er weiter nach Kalimpong. Auf Anfrage des 14. Dalai Lama Tendzin Gyatsho war er zwischen 1962 und 1966 Lehrer an der Sanskrit-Universität in Benares. Nach dieser Zeit lebte er für einige Jahre im Département Dordogne. 1986 gründete er das Nenang Phüntshog Chöling-Kloster in der Nähe von Bodnath, wo er bis zu seinem Tode blieb.
Der 11. Pawo Rinpoche wurde 1994 von Orgyen Thrinle Dorje anerkannt. Er wurde 1995 im Nenang-Kloster inthronisiert und es wurde ihm der Name „Tsuglag Tendzin Künsang Chökyi Nyima“ gegeben. Nach der Flucht Orgyen Thrinle Dorjes aus Tibet wurde Tsuglag Tendzin Künsang Chökyi Nyima aus seinem Kloster weggeholt und nach Lhasa gebracht.

## Liste der Pawo Rinpoches
| dpa' bo | Name (Liste tibetischer Namen und Titel)       | Lebensdaten  | tibetisch                       | Umschrift nach Wylie                                                              |
| ------- | ---------------------------------------------- | ------------ | ------------------------------- | --------------------------------------------------------------------------------- |
| 1.      | Chöwang Lhündrub                               | 1440/55–1503 | ཆོས་དབང་ལྷུན་གྲུབ་                   | chos dbang lhun grub                                                              |
| 2.      | Tsuglag Trengwa                                | 1504–1564/66 | གཙུག་ལག་ཕྲེང་བ་                    | gtsug lag 'phreng ba                                                              |
| 3.      | Tsuglag Gyatsho                                | 1567/68–1633 | གཙུག་ལག་རྒྱ་མཚོ་                    | gtsug lag rgya mtsho                                                              |
| 4.      | Tsuglag Künsang, Tsuglag Küntu Sangpo          | 1633–1649    | གཙུག་ལག་ཀུན་བཟང་                  | gtsug lag kun bzang, gtsug lag kun tu bzang po                                    |
| 5.      | Tsuglag Thrinle Gyatsho                        | 1649/50–1699 | གཙུག་ལག་ཕྲིན་ལས་རྒྱ་མཚོ་              | gtsug lag phrin las rgya mtsho                                                    |
| 6.      | Tsuglag Chökyi Döndrub, Tsuglag Döndrub        | 1701–1718    | གཙུག་ལག་ཆོས་ཀྱི་དོན་གྲུབ་              | gtsug lag chos kyi don grub, gtsug lag don grub                                   |
| 7.      | Tsuglag Gawe Wangpo, Tsuglag Gawa              | 1718/19–1781 | གཙུག་ལག་དག་བའི་དབང་པོ་             | gtsug lag dga' ba'i dbang po                                                      |
| 8.      | Tsuglag Chökyi Gyelpo                          | 1782–1841    | གཙུག་ལག་ཆོས་ཀྱི་རྒྱལ་པོ་               | gtsug lag chos kyi rgyal po                                                       |
| 9.      | Tsuglag Nyinche                                | ?–1910/11    | གཙུག་ལག་ཉིན་བྱེད་                   | gtsug lag nyin byed                                                               |
| 10.     | Tsuglag Mawe Wangchug, Tsuglag Nangwa Wangchug | 1912–1991    | གཙུག་ལག་སྨྲ་བའི་དབང་ཕྱུག་             | gtsug lag smra ba'i dbang phyug, gtsug lag snang ba dbang phyug                   |
| 11.     | Tsuglag Tendzin Künsang Chökyi Nyima           | *1993        | གཙུག་ལག་བསྟན་འཛིན་ཀུན་བཟང་ཆོས་ཀྱི་ཉི་མ་ | gtsug lag bstan 'dzin kun bzang chos kyi nyi ma, gtsug lag smra ba'i sgra dbyangs |